# Portland Timbers 2
El Portland Timbers 2, conocido también como T2, es un equipo de fútbol de los Estados Unidos que juega en la MLS Next Pro, la tercera liga de fútbol en importancia en el país.

## Historia
Fue fundado el 14 de octubre de 2014 en la ciudad de Portland, Oregón, como uno de los equipos de expansión de la antiguamente conocida como USL PRO para la temporada 2015. Es un equipo filial del Portland Timbers de la MLS.

## Jugadores

### Equipo 2024
Incluye jugadores prestados del primer equipo, jugadores del Superdraft y jugadores a prueba.